# Fastback

Illustrazione che mostra i differenti flussi aerodinamici tra una carrozzeria tre volumi e una fastback

Una fastback è un'autovettura con un particolare tipo di carrozzeria a due volumi e a quattro porte, caratterizzata da una coda spiovente e rastremata, come un coupé, lunotto molto inclinato e bagagliaio incluso nello stesso "volume" dell'abitacolo.

## Storia e contesto
Questo tipo di configurazione è nata nel tentativo di superare il classico schema a tre volumi, unendo la sportività di una coupé alla praticità di una familiare.

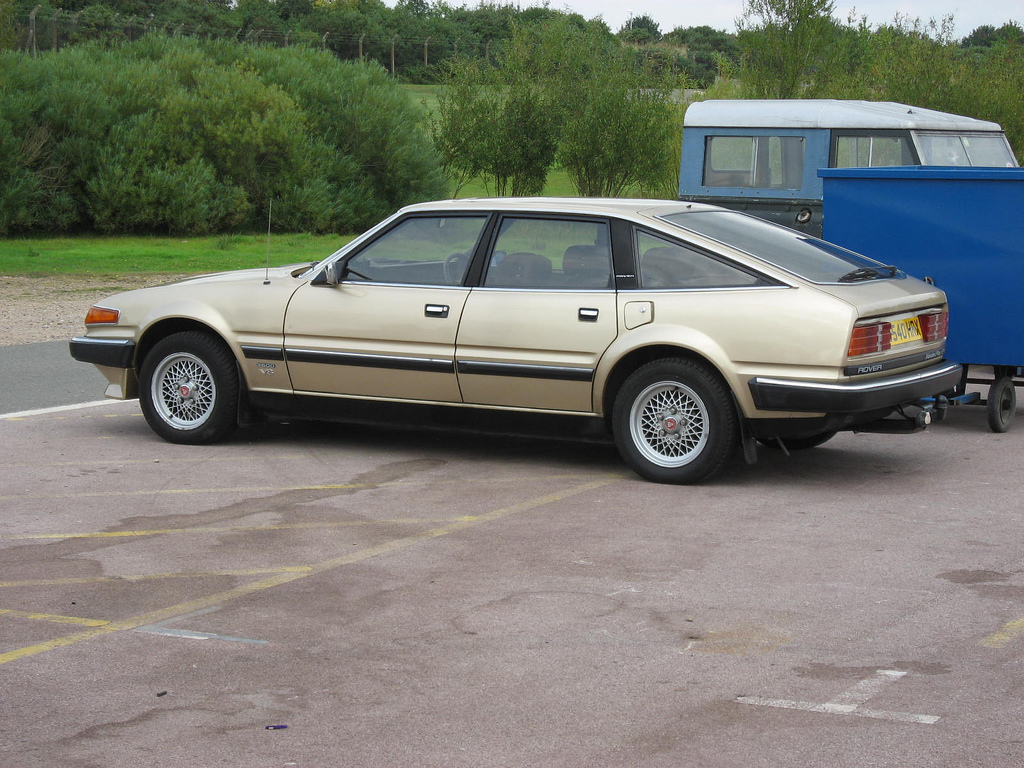
Una Rover SD1.

Le prime applicazioni di questo tipo di carrozzeria si ebbero negli Stati Uniti d'America, dove a metà degli anni 1940 vennero presentati modelli, anche berline, che adottavano questa soluzione. L'esplosione avvenne all'inizio degli anni 1960, con la nuova generazione di pony car come Ford Mustang, Chevrolet Camaro o Dodge Charger.
In Europa la diffusione fu immediata sulle vetture sportive, tanto che a metà del succitato decennio tutte le coupé Ferrari con motore anteriore, le Maserati e le Porsche erano fastback, ma invece fu più lenta sulle berline, con qualche eccezione come la Renault 16 del 1965.
Occorrerà attendere gli anni 1970 per assistere a un'apprezzabile diffusione di berline fastback. Ne sono esempi la Citroën GS del 1970, la Lancia Beta del 1972, la Citroën CX del 1974, la Lancia Gamma del 1976 e la Rover SD1 del 1977. Grande successo ebbe questa carrozzeria in Svezia, dove la Saab produsse macchine iconiche quali la 99 — prima auto prodotta in grandi numeri a essere turbocompressa —, la 900 — evolutasi poi nella 9-3 — e la 9000.  

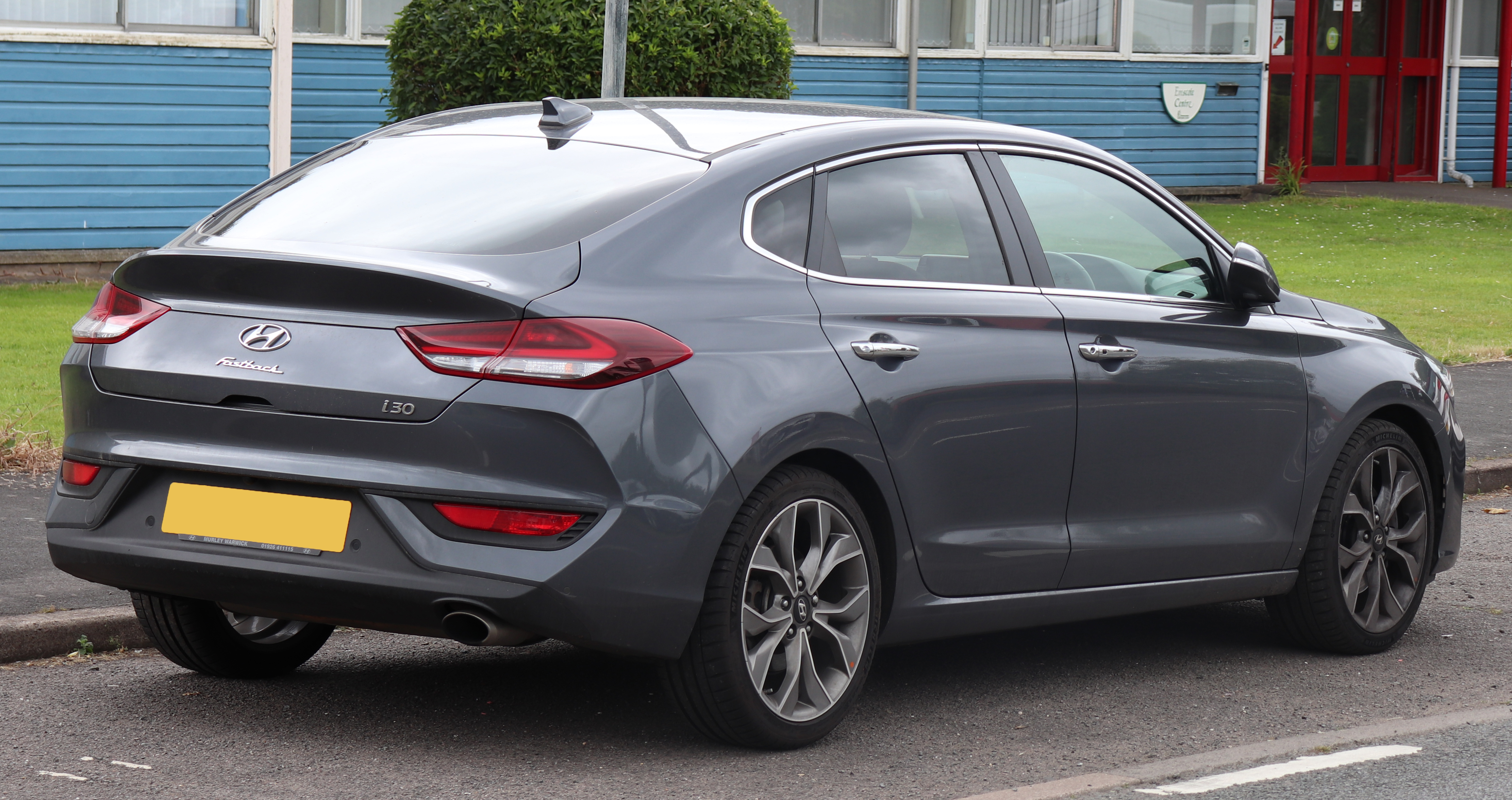
Una Hyundai i30 Fastback del 2016, esempio di carrozzeria fastback contemporaneo.

La diffusione raggiunse il massimo negli anni 1980, quando quasi ogni berlina aveva una versione fastback, mentre oggi si sta affievolendo. Ne sono esempi attuali la Opel Vectra GTS, la Ford Mondeo 5 porte, la Renault Laguna e la Hyundai i30.
All'inizio degli anni 2000, e precisamente a partire dal 2004, hanno cominciato a prendere piede le cosiddette coupé a 4 porte, anche visibili come un'evoluzione del concetto di vettura con carrozzeria fastback, ma che presentano tre volumi.